# Шалек, Мальва
Мальва Шалек, она же Мальвина Шалкова (чеш. Malva Schalek; 18 февраля 1882[…], Прага, Цислейтания[…] — 24 марта 1945 или 18 мая 1944, концлагерь Освенцим, Верхняя Силезия или Освенцим) — чешско-еврейская художница.

## Биография
Малва Шалек родилась в Праге в интеллигентной семье. Она училась в школе в Праге, и изучала искусство сначала во Фрауэнакадемии в Мюнхене, а затем в частном порядке в Вене. Она зарабатывала на жизнь живописью в Вене, в своей студии, располагавшейся над Театром ан дер Вин, до июля 1938 года, когда ей пришлось бежать от нацистов, оставив свои картины. Восстановлено всего около 30 работ этого периода; две картины были найдены в Историческом центре Вены.
Шалек была депортирована в Терезинское гетто (Терезиенштадт) в феврале 1942 года, где она создала более 100 рисунков и акварелей, изображающих сокамерников и их жизнь. Из-за того, что она отказалась работать в качестве врача-коллаборациониста, 18 мая 1944 года она была депортирована в Освенцим, где и погибла.

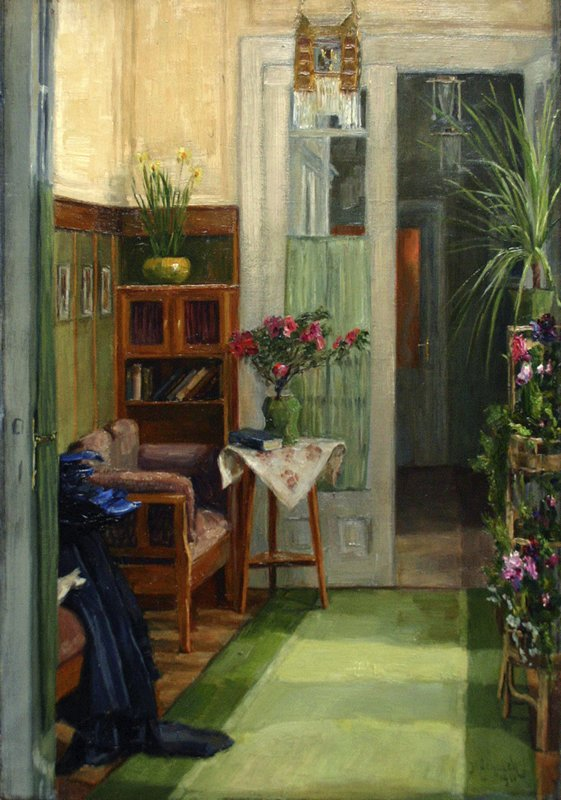
Интерьер, 2 января 1920 года.

Её работы, особенно, рисунки лагеря в Терезиенштадте, отличаются реализмом. Том Л. Фрейденхайм, директор Балтиморского музея искусств, описал эти рисунки как «возможно, самое прекрасное и полное художественное произведение, пережившее Холокост». Подвергшиеся реставрации картины, большинство из них находятся в художественной коллекции Дома-музея бойцов гетто в кибуце Лохамей Хагетаот в Израиле.